# Distretto di Minamiaizu
Il distretto di Minamiaizu (南会津郡, Minamiaizu-gun?) è uno dei distretti della prefettura di Fukushima, in Giappone.
Attualmente fanno parte del distretto i comuni di Hinoemata, Minamiaizu, Shimogō e Tadami.
| Controllo di autorità | VIAF (EN) 251438344 · NDL (EN, JA) 00291128 |